# Secteur droit

Drapeau du Secteur droit.

Le Secteur droit (en ukrainien : Пра́вий се́ктор, Pravyï sektor) est un parti politique ultranationaliste ukrainien. Il est fondé en tant que confédération paramilitaire par Dmytro Iaroch en novembre 2013, durant les événements relatifs à Euromaïdan, pendant lesquels il joue un rôle notable, puis se structure en parti politique en mars 2014.

## Historique
Les idées défendues par Secteur droit se rapportent à l'indépendance de la nation ukrainienne vis-à-vis de la Russie, à la lutte contre les personnes en lien avec l'ancien pouvoir du président Viktor Ianoukovytch, mais pas à une ligne économique. Ce parti est né du regroupement de mouvements d’extrême droite ukrainiens : Tryzoub, Assemblée nationale ukrainienne - Autodéfense ukrainienne, Patriotes d'Ukraine, Assemblée sociale-nationale et le Sitch.
L'organisation se présente comme l'héritière de l'Armée insurrectionnelle ukrainienne, qui a combattu pendant la Seconde Guerre mondiale contre les trois armées qui occupent successivement l’Ukraine : la Wehrmacht, l'Armia Krajowa — issue de la résistance polonaise — et l’Armée rouge jusqu’en 1954.

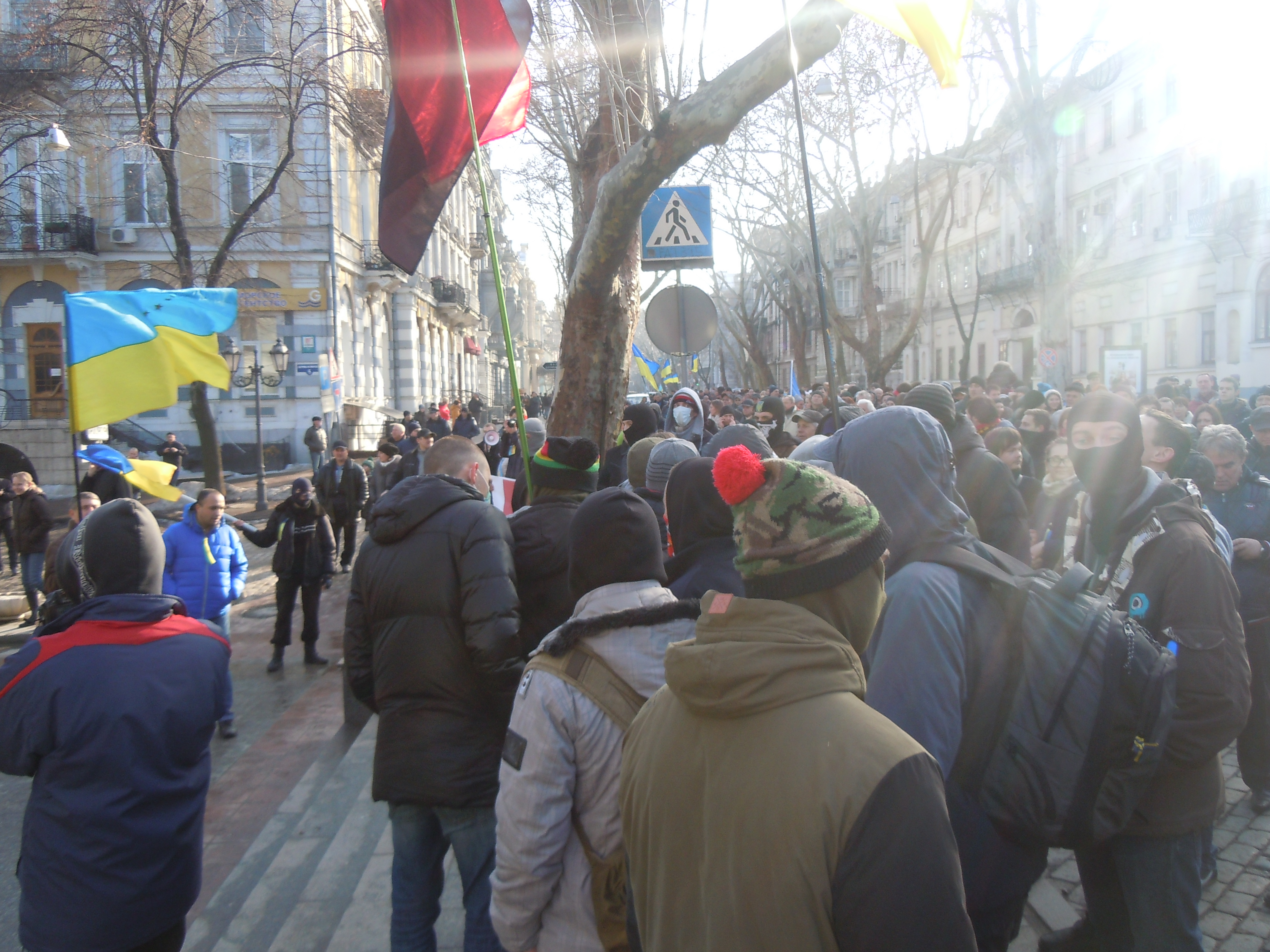
Manifestation de Secteur droit à Odessa.

Le journal israélien Haaretz rapporte que Secteur droit et Svoboda ont distribué des traductions récentes de Mein Kampf et des Protocoles des Sages de Sion sur la place Maïdan et fait état de sa préoccupation de la présence importante de membres de ces deux mouvements ultra-nationalistes parmi les manifestants. Cependant, l'organisation s'est éloignée de l'antisémitisme. Iaroch a déclaré que son organisation non seulement ne soutiendrait pas l'antisémitisme et la xénophobie à l'avenir, mais les combattrait par tous les moyens légaux. Le groupe prend part à des manifestations de soutien à Israël dans la ville de Dnipro le 28 juillet 2014, en déclarant : « Nous, comme Israël, apprenons l'unité, apprenons à aimer et à défendre leur pays, en guerre contre l'ennemi le plus odieux et le plus vil, le terrorisme ».
Le 17 mars 2014, le chef adjoint de l'UNA-UNSO et sous-chef de Secteur droit, Mykola Karpiouk, disparaît soudainement. Le Secteur droit déclare que Karpiouk a été enlevé par le FSB et se trouve actuellement en Russie. Il est accusé d'avoir combattu contre les forces fédérales russes vingt ans plus tôt en Tchétchénie et est condamné à 22 ans de prison. Karpiouk est libéré le 7 septembre 2019 au cours d'un échange de prisonniers entre l'Ukraine et la Russie.
Lors des élections législatives ukrainiennes de 2014, Secteur droit n'atteint pas le seuil de 5 % pour le scrutin de liste mais obtient toutefois un siège de député à la Rada dans les circonscriptions individuelles, grâce à l'élection de Dmytro Iaroch dans la 39e circonscription de Vassylkivka.
À l'occasion de la deuxième gay pride ukrainienne à Kyïv en juin 2015, les groupes d’extrême droite font part de leur intention d’empêcher la tenue du défilé. Dmitro Iaroch a écrit sur Facebook que « les représentants du mouvement politique et militaire Pravy Sektor seront obligés d’empêcher la réalisation de ces projets destructeurs des valeurs familiales, de la morale et de l’image traditionnelle des êtres humains ». Les ultranationalistes blessent une dizaine de manifestants homosexuels et neuf policiers, dont un grièvement.
En juillet 2015, une fusillade à Moukatchevo, dans l'oblast de Transcarpatie, comportant une forte présence de minorité hongroise, des individus camouflés portant des symboles de Secteur droit attaquent des civils vus comme un groupe criminel local et des policiers dans un poste de circulation et fait trois morts et treize blessés, parmi lesquels six policiers, trois civils et huit membres de Secteur droit. Deux des morts sont des membres de Secteur droit. Le procureur de l'oblast qualifie l'attaque d'acte terroriste,. Cet événement contribue à discréditer Secteur droit auprès de l'opinion ukrainienne. La même année, Dmytro Iaroch démissionne de la tête du parti puis fonde le groupuscule Initiative gouvernementale de Iaroch, ce qui a pour conséquence la marginalisation de Secteur droit, qui ne parvient pas à lui trouver de successeur remarquable.
En vue de l'élection présidentielle de 2019, Secteur droit apporte son soutien au candidat de Svoboda, Rouslan Kochoulynsky.
Lors de l'invasion russe de l'Ukraine en 2022, les volontaires du Secteur droit combattent lors du siège de Marioupol et de l'offensive de l'Ukraine orientale. Lors de cette dernière opération, Taras Bobanych, commandant du 2e bataillon séparé du Corps des volontaires ukrainiens, est tué près d'Izioum. Le 7 mars 2023, Dmytro Kotsioubaïlo, un des principaux militants du parti et commandant du 1er bataillon mécanisé, surnommé « Les Loups de Da Vinci », est tué lors de la bataille de Bakhmout.

## Idéologie

### Positionnement politique
Secteur droit est décrit comme un parti et un mouvement politique,, de droite, ou d'extrême droite nationaliste,,. Secteur droit était le deuxième groupe politique le plus mentionné dans les médias russes au cours du premier semestre 2014, et la télévision d'État russe l'a dépeint comme néonazi en raison de ses opinions d'extrême droite, et de son sentiment antirusse, ; cependant l'Associated Press n'a trouvé aucune preuve que le groupe ait commis des crimes de haine.
Les universitaires Andreas Umland et Anton Chekhovtsov (en) ont écrit que le Secteur droit s'est formé comme une coalition de petits groupes, en dehors du parlement, qui étaient ultraconservateurs et comprenaient une frange néonazie. Selon l'historien et politologue Andreas Umland, Secteur droit est un groupe ultra-conservateur chrétien et nationaliste de droite radicale. Selon le chercheur Anton Chekovtsov, Secteur droit, qui considère le Kremlin comme un ennemi, se distingue des autres partis d'extrême droite européens qui construisent leur rhétorique sur l'hostilité aux immigrés et aux minorités ethniques.
Secteur droit a été décrit par BBC News comme un « groupe nationaliste ukrainien » et une « organisation faîtière de groupes d'extrême droite », tandis que le Time l'a décrit comme « un groupe de droite radicale [...] une coalition de militants ultranationalistes », avec une « idéologie flirtant avec le fascisme ». Le New York Times l'a décrit comme un « groupe nationaliste » et une « coalition de groupes nationalistes ukrainiens autrefois marginaux ». Le Guardian l'a identifié comme un « groupe nationaliste ukrainien », Reuters comme un « groupe nationaliste d'extrême droite », l'Agence France-Presse comme un groupe « d'extrême droite », et le Wall Street Journal comme un « groupe de coordination pour les activistes d'extrême droite et les ultranationalistes ». Die Welt, le New York Times et Le Monde diplomatique ont décrit certains des groupes constitutifs du Secteur droit comme étant d'extrême droite, néofascistes ou néonazis, mais aussi qu'il se distanciait de l'antisémitisme,,.
Écrivant pour Foreign Policy, Hannah Kozlowska a déclaré que la propagande russe a essayé de diaboliser le gouvernement ukrainien et de construire un argumentaire pour l'annexion de la Crimée en dépeignant le Secteur droit comme une puissante force néonazie déterminée à prendre le contrôle du gouvernement. Au cours du premier semestre 2014, Secteur droit était le deuxième groupe politique le plus mentionné dans les médias de masse russes en ligne. L'Associated Press considère que Secteur droit est une « organisation ultranationaliste radicale, diabolisée par la propagande d'État russe comme un groupe fasciste », ajoutant qu'il n'y a aucune preuve d'une implication du parti dans des crimes de haine. L'agence de presse et d'information russe a dépeint Secteur droit comme un « groupe d'opposition d'extrême droite radical » et a déclaré que « les médias d'État russes ont tenté de présenter les manifestations comme un mouvement d'inspiration principalement fasciste ».
Des sources universitaires et médiatiques ont décrit certains des groupes constitutifs du Secteur droit comme de droite nationaliste,, ultranationalistes,, néofascistes, néonazis, de droite, de droite radicale ou d'extrême droite,,, ultraconservateurs, et paramilitaires. Une pluralité ou une majorité des membres de Secteur droit appartiennent à des clubs de supporters de football combattant dans la rue,,, ou n'ont pas d'affiliation spécifique.

### Attitude envers l'Union européenne et l'OTAN
Le Secteur droit est anti-occidental. Le site web de Secteur droit indique que ses membres se méfient des « ambitions impériales » de la Russie et de l'Occident. Dmytro Iaroch déclare à Spiegel Online que des organisations antichrétiennes sont actives dans l'Union européenne et que la Commission européenne, plutôt que les pays membres, contrôle les modes de vie tels que le mariage homosexuel. Il ne voit ni l'Union européenne, ni l'OTAN comme des partenaires potentiels et pense qu'ils font partie d'une coalition contre l'Ukraine. Secteur droit est le seul groupe militant ukrainien opposé à l'adhésion à l'Union européenne. Il considère l'UE comme un « oppresseur » des nations européennes.

## Résultats électoraux

### Élections législatives
| Année | Voix    | %    | Mandats | Rang | Gouvernement        |
| ----- | ------- | ---- | ------- | ---- | ------------------- |
| 2014  | 284 943 | 1,81 | 1 / 450 | 12e  | Opposition          |
| 2019  | 315 568 | 2,15 | 0 / 450 | 11e  | Extra-parlementaire |

### Élections présidentielles
| 2014 | Dmytro Iaroch                                   | 0,70                                            | 11e                                             |                                                 |                                                 |                                                 |                                                 |
| 2019 | pas de candidat (soutient Rouslan Kochoulynsky) | pas de candidat (soutient Rouslan Kochoulynsky) | pas de candidat (soutient Rouslan Kochoulynsky) | pas de candidat (soutient Rouslan Kochoulynsky) | pas de candidat (soutient Rouslan Kochoulynsky) | pas de candidat (soutient Rouslan Kochoulynsky) | pas de candidat (soutient Rouslan Kochoulynsky) |

### Élections locales
| Année | % | Élus       | Rang |
| ----- | - | ---------- | ---- |
| 2015  |   | 2 / 158399 |      |
| 2020  |   | 2 / 42501  |      |